# Стариця

Схема утворення стариці

Стари́ця (інші назви — старорі́чище, старорі́ччя, кривуля, стара рíчка) — відокремлена від річки ділянка її колишнього річища, або озеро, що лежить у старих залишених річкою річищах.
Має видовжену звивисту чи підковоподібну форму. Спочатку стариця є старичним озером, яке поступово заноситься наносами, замулюється, заростає і перетворюється на болото, а потім — вологі луки. Стариці спостерігають переважно на заплавах, рідше на терасах.
Стариці є важливими з природоохоронної точки зору осередками біологічної різноманітності.
Зазвичай невеликі за площею, вони поширені в долинах річок переважно рівнинної частини України — у заплавах Дніпра, Десни, Сули, Псла, Сіверського Дінця. Водночас у деяких розширених і знижених місцях заплав річка може заливати великі площі, утворюючи озера (наприклад, озера Люб'язь і Нобель на річці Прип'ять, Лиман і Борове на річці Сіверський Донець).

## Галерея

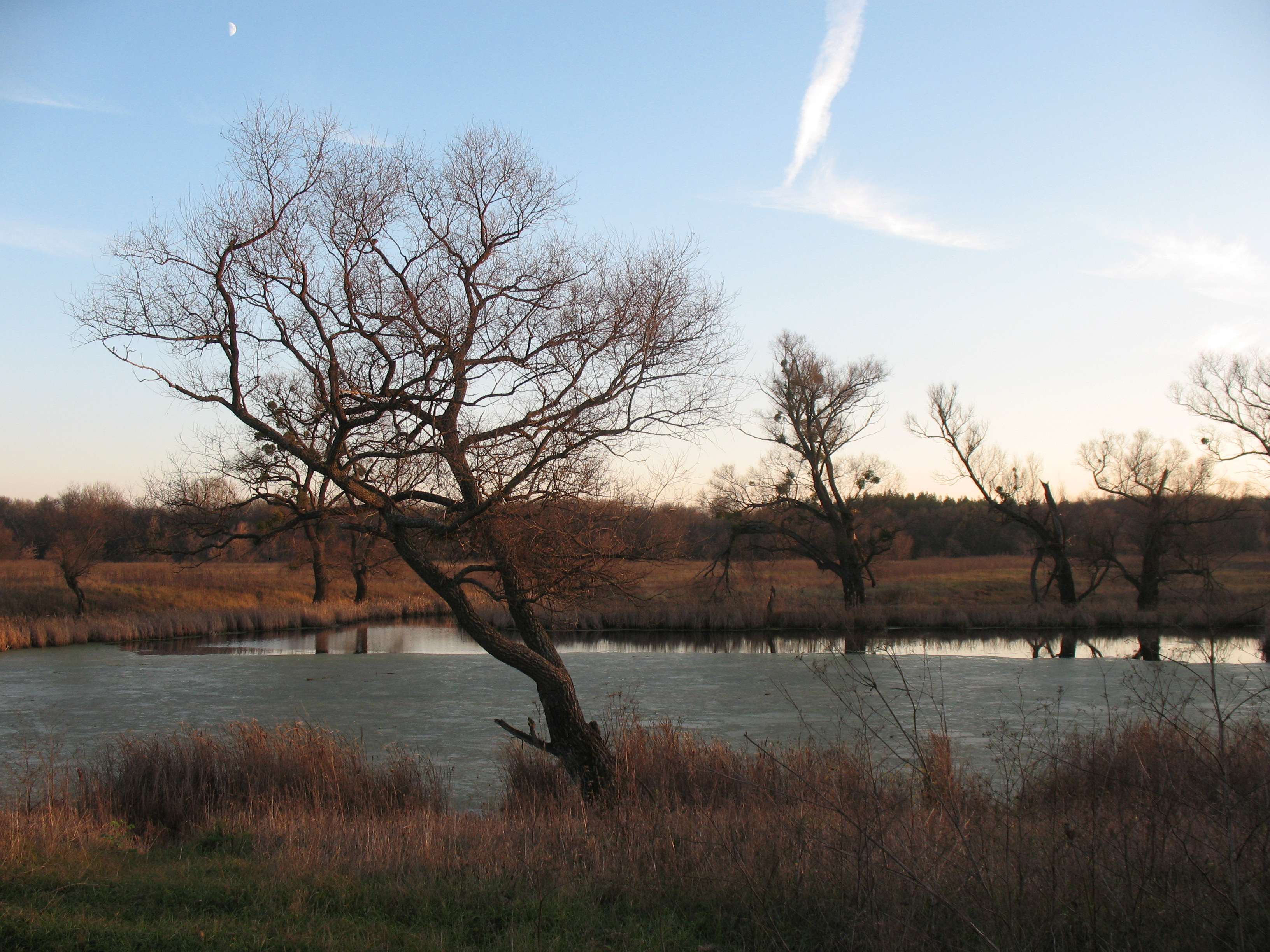
Стариця річки Донець в селі Мохнач Харківської області
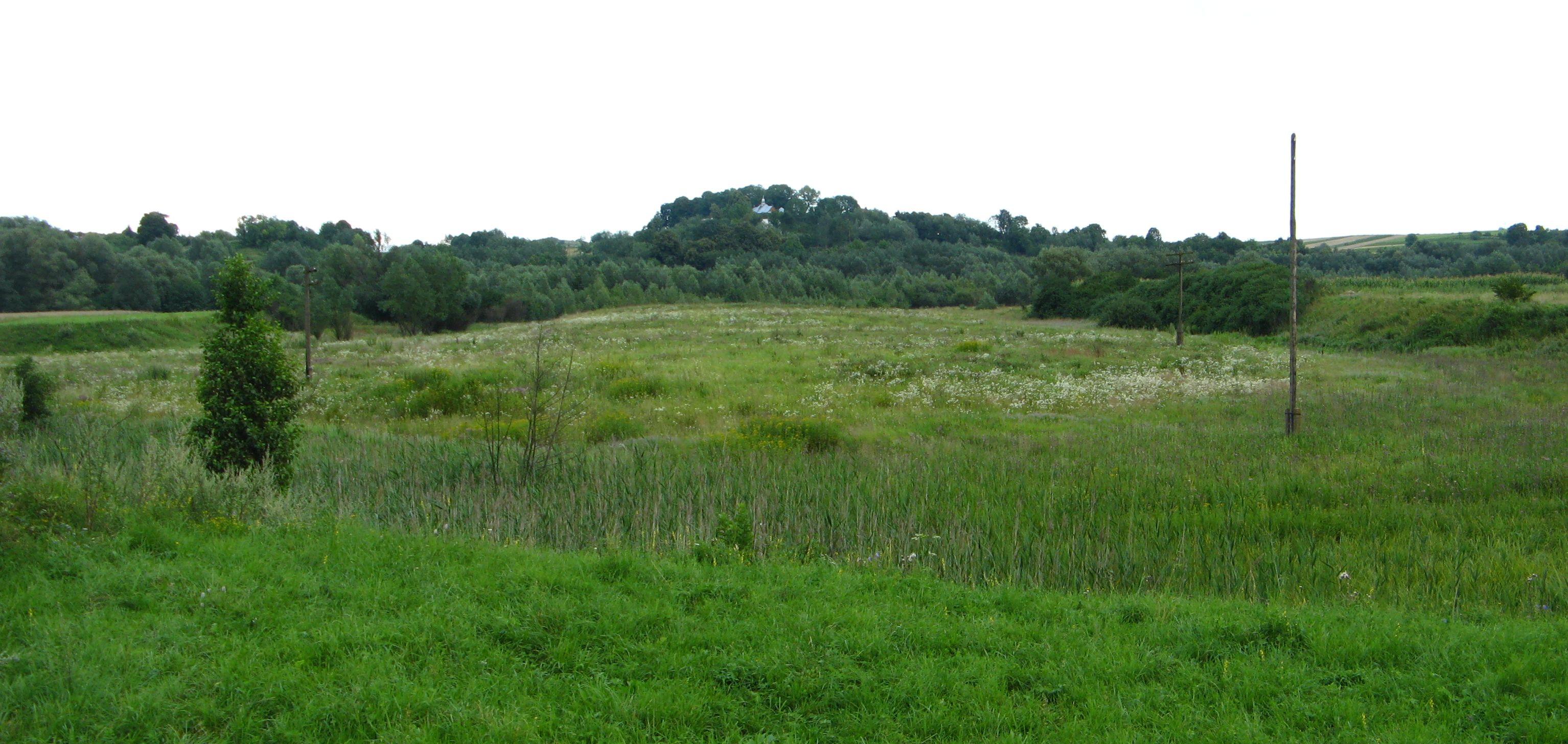
Стариця (на передньому плані) в заплаві річки Вирви
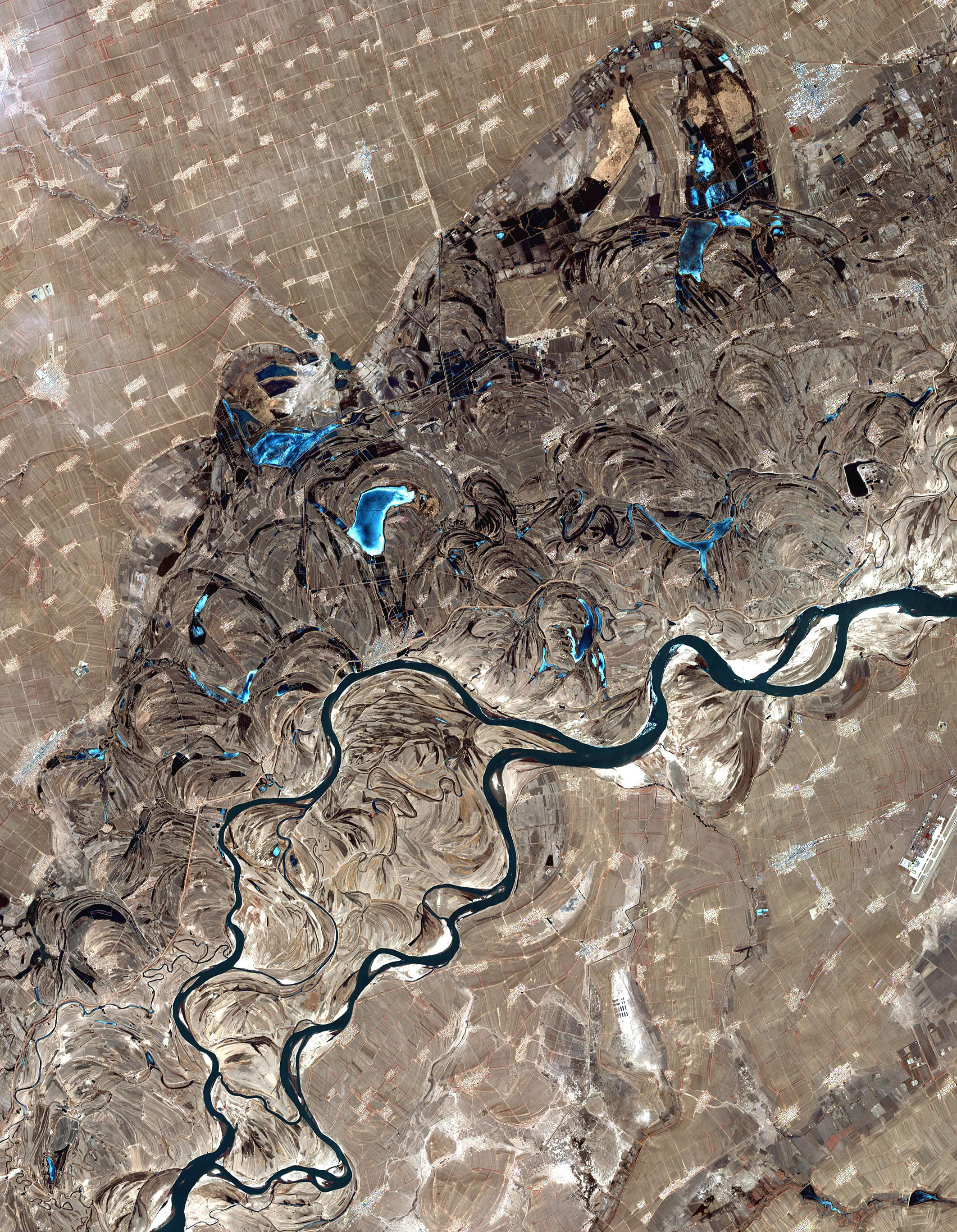
Супутниковий знімок серпоподібних стариць в долині меандруючої річки Сунгарі, на захід від Харбіна, КНР.